# Тоцкие
Тоцкие (пол. Tocki) — дворянский род.
Потомство Саввы Фёдоровича Тоцкого, сотника Глемязовского (1716 по 1747 г.).

## Описание герба
В серебряном поле опрокинутая подкова, увенчанная кавалерским крестом и сопровождаемая внутри опрокинутою стрелою.
Щит увенчан дворянскими шлемом и короной. Нашлемник: выходящая рука, пронзённая влево стрелою. Намёт на щите серебряный.